# Symplocos cordifolia
Symplocos cordifolia là một loài thực vật thuộc họ Symplocaceae. Đây là loài đặc hữu của Sri Lanka.